# سم کاتلین
 سم کاتلین  (به انگلیسی: Sam Catlin) نویسنده برنامه‌های تلویزیونی و تهیه‌کننده آمریکاییست که در سریال شبکه ای‌ام‌سی، برکینگ بد به عنوان تهیه‌کننده کار کرده‌است و بخاطر همین همکاری نامزده جایزه‌ای نیز بوده‌است.
از فیلم‌ها یا برنامه‌های تلویزیونی که وی در آن نقش داشته است می‌توان به اولئاندر سفید و عالی جدید و شگفت‌انگیز اشاره کرد.

## پیوند
سم کاتلین در بانک اطلاعات اینترنتی فیلم‌ها